# Clinocera nudipes
Clinocera nudipes är en tvåvingeart som beskrevs av Friedrich Hermann Loew 1858. Clinocera nudipes ingår i släktet Clinocera och familjen dansflugor. Inga underarter finns listade i Catalogue of Life.